# R-kioski

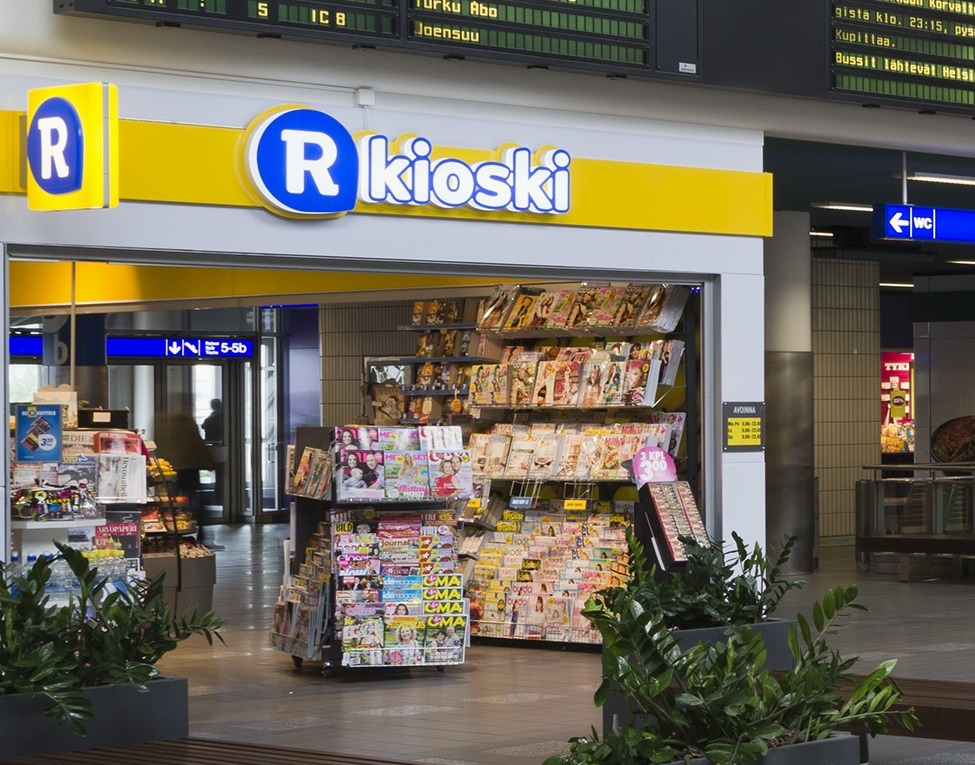
R-kioski in Bahnhof Pasila, 2021

R-kioski ist eine finnische Kiosk- und Convenience Shopkette, die landesweit über 703 Filialen verfügt.

## Produkte
Neben Zeitschriften, Süßigkeiten und Tabakwaren werden auch Convenience-Produkte sowie Pre-Paid-SIM-Karten und Fahrkarten für den öffentlichen Nahverkehr verkauft. Da in Finnland die erlaubten Öffnungszeiten von der Grundfläche des Geschäfts abhängig sind (je kleiner die Grundfläche, desto länger darf geöffnet sein), sind R-kioski der traditionelle Ort, um sowohl besonders früh als auch besonders spät einzukaufen.

## Geschichte
Das zum Reitan Convenience -Konzern gehörige Unternehmen ist an Kioskketten in Estland, Lettland, Litauen, Russland und Rumänien beteiligt und erzielte 2009 einen Umsatz von 410,9 Millionen Euro. Die ersten Kioske wurden 1910 eröffnet, der Name R-Kioski wurde jedoch erst 1958 eingeführt. Im März 2012 kaufte die norwegische Reitangruppe (Reitan Convenience) die Kioskkette von dem finnischen Sanoma-Konzern und wurde dadurch zum zweitgrößten Kioskunternehmen Europas.